# Edward Tsang Lu
Edward Tsang Ed Lu  (Springfield, Massachusetts, 1963. július 1. –) amerikai fizikus, űrhajós.

## Életpálya
A Cornell Egyetemen villamosmérnöki diplomát szerzett. 1989-ben a Stanford Egyetemen  alkalmazott fizikából doktorált. A napfizika specialistája. A Google munkatársa lett. 2011-től a Hover Inc. a technológiai igazgatója.
1994. december 9-től részesült űrhajóskiképzésben a Lyndon B. Johnson Űrközpontban, valamint a Jurij Gagarin Űrhajóskiképző Központban. Három űrszolgálata alatt összesen 205 napot, 23 órát és 18 percet töltött a világűrben. Egy alkalommal végzett űrsétát (kutatás, szerelés), összesen 6 órát töltött az űrállomáson kívül. A Szojuz TMA–2 idején indították az első kínai űrhajóst Jang Li-vejt. Lu rádión keresztül gratulált. Űrhajós pályafutását 2007. augusztus 10-én fejezte be.

## Űrrepülések
- STS–84 az Atlantis űrrepülőgép 19. repülésének küldetésfelelőse. A 6. repülés a  Shuttle–Mir program keretében. Több mint 4 tonna élelmiszert, kutatási eszközöket, műszereket szállított az űrállomásra. SpaceHab mikrogravitációs laboratóriumban több kereskedelmi kutatási, kísérleti, anyag előállítási programot teljesítettek. Második űrszolgálata alatt összesen 9 napot, 5 órát és 20 percet (221 óra) töltött a világűrben.  6 000 000 kilométert (3 700 000 mérföldet) repült, 144 alkalommal kerülte meg a Földet.
- STS–106 az Atlantis űrrepülőgép küldetésfelelőse. Második űrszolgálata alatt összesen 11 napot, 19 órát és 12 percet töltött a világűrben. A Nemzetközi Űrállomáson űrsétát (kutatás, szerelés) hajtott végre, összesen 6 óra időtartamban.
- Szojuz TMA–2 fedélzeti mérnök, küldetés specialista. Harmadik űrszolgálata alatt összesen 184 napot, 22 órát és 46 percet töltött a világűrben.